# Alfred Neumeyer (Jurist)
Alfred Neumeyer (geboren 17. Februar 1867 in München; gestorben 19. Dezember 1944 in Colonia Avigdor, Provinz Entre Ríos, Argentinien) war ein deutscher Jurist und Vorsitzender des Verbandes der jüdischen Kultusgemeinden in Bayern.

## Leben
Alfred Neumeyers Vater war ein Textilhändler aus dem württembergischen Oberndorf. Er besuchte das Max-Gymnasium in München, leistete 1885 Dienst als Einjährig-Freiwilliger und studierte 1886 bis 1889 Rechtswissenschaft in München und Berlin. Er wurde 1889 promoviert und schlug die Richterlaufbahn ein, in der er 1899 Staatsanwalt, 1902 Landgerichtsrat in München und 1910 Staatsanwalt beim Oberlandesgericht Augsburg wurde. Ab 1918 war er Richter am Oberlandesgericht München. 1929 wurde er an das Bayerische Oberste Landesgericht in München berufen. Neumeyer ließ sich wegen seiner Verbandstätigkeit zwischen 1926 und 1927 beurlauben. Nach der Machtergreifung der Nationalsozialisten 1933 wurde er mit dem Gesetz zur Wiederherstellung des Berufsbeamtentums auf Grund seiner jüdischen Herkunft entlassen.
Die Gründung des Verbandes Bayerischer und Israelitischer Gemeinden (VBIG) im Jahr 1920 ging auf ihn zurück. Er leitete den Verband ebenso wie die Münchener Israelitische Kultusgemeinde von 1920 bis 1939, Max Freudenthal war zeitweise sein zweiter Vorsitzender. 1933 waren in dem Verband 198 Gemeinden organisiert. Einerseits gelang es ihm, in Bayern eine Interessenvertretung der Juden in Bayern zu organisieren, andererseits konnte er das vom Bayerischen Landtag 1930 beschlossene Schächtverbot im „Gesetz über das Schlachten von Tieren“ nicht verhindern. Von 1932 bis 1938 war er zudem Vorstandsmitglied im Central-Verein deutscher Staatsbürger jüdischen Glaubens. Nach der Machtergreifung der Nationalsozialisten wurde der Landesverband mit der auf Anordnung der Nationalsozialisten neugeschaffenen Reichsvertretung der deutschen Juden gleichgeschaltet, das heißt untergeordnet. In der Reichsvertretung war Neumeyer ein wichtiger Organisator, der bei der erzwungenen Emigration der Juden aus dem Deutschen Reich, Österreich und der später besetzten Tschechoslowakei half. 
Am 31. März 1933 schrieb Neumeyer als Verbandspräsident einen offenen Protestbrief gegen die antisemitischen Pogrome an den Reichskommissar für Bayern Franz von Epp. Neumeyer unterzeichnete in dem angemessenen Untertanenton mit in tiefer Ergebenheit und bediente die nationalistische, in Deutschland nicht nur bei den Rechtsparteien vorherrschende, Rhetorik in Begriffen wie gewisse Elemente im Ausland gegen Deutschland, großes Ziel des nationalen Wiederaufbaues und Wohl des Vaterlandes. Seine Eingabe hatte keinen mäßigenden Einfluss auf den schon längst beschlossenen Judenboykott ab dem 1. April 1933. 
Nach der Judenaktion in Baden und der Pfalz im Oktober 1940 emigrierte Neumeyer mit seiner Frau im Februar 1941 über Frankreich und Spanien nach Argentinien, wo sein Sohn Alexander seit seiner Emigration im Jahr 1938 in der Landwirtschaft arbeitete und in sehr einfachen Verhältnissen lebte. Alfred Neumeyer begann in Argentinien eine Vertretung der jüdischen Gemeinden zu organisieren und schrieb eine Autobiografie. 
Sein jüngerer Bruder, der Privatrechtler Karl Neumeyer, beging im Juli 1941 zusammen mit seiner Frau angesichts der bevorstehenden Deportation in München Suizid, deren Sohn, der Kunsthistoriker Alfred Neumeyer, konnte rechtzeitig emigrieren.

## Schriften (Auswahl)
- Alfred Neumeyer: Erinnerungen, in: Robert Schopflocher und Rainer Traub (Hrsg.): „Wir wollen den Fluch in Segen verwandeln“: drei Generationen der jüdischen Familie Neumeyer; eine autobiografische Trilogie. Alfred Neumeyer; Alexander Karl Neumeyer; Imanuel Noy-Meir. Berlin : Metropol 2007, S. 17–258.
- Zehn Jahre Aufbauarbeit in Südamerika = Diez anos de obra constructiva en America del Sud: 1933-1943. Hrsg. anlässl. d. zehnjährigen Bestehens der Asociacion Filantropica Israelita. Buenos Aires: Asociacion Filantropica Israelita 1943.
- Schlußwort bei der Ansprache der Gründung des Verbandes Bayerischer Israelitischer Gemeinden 1920, in: Hans Lamm (Hrsg.): Von Juden in München: ein Gedenkbuch. München: Ner-Tamid-Verl. 1958, S. 310
- Bemerkungen zu einer Abänderung des Edikts vom 10. Juni 1813, die Verhältnisse der jüdischen Glaubensgenossen im Königreiche Bayern betreffend (Regierungsblatt 1813, Stück 39, S. 921): Referat erstattet im Auftrag der größeren und mittleren Israelitischen Kultusgemeinden Bayerns. Augsburg: Himmer 1914.
- Beiträge in der Bayerischen Israelitischen Gemeindezeitung, München.